# Manuel de Veiga Tagarro
Manuel de Veiga Tagarro (XVII) – poeta portugalski. Urodził się w Evorze. Jakkolwiek o jego życiu nic właściwie nie wiadomo, uchodzi za jednego z najwybitniejszych liryków epoki baroku. Jest znany jako autor sześciotomowego zbioru Laura de Lanfriso (Laura z Anfriso). Zbiór ten zawiera między innymi list poetycki, cztery eklogi na cześć książąt z rodu Bragança i sześćdziesiąt ód poświęconych Laurze, wyidealizowanej damie serca, którą kochał wyłącznie w aspekcie duchowym, na wzór Francesca Petrarki. Szacunek okazywany wspomnianym książętom wynikał zapewne z faktu, że wokół nich koncentrowała się opozycja skierowana przeciwko królowi Hiszpanii Filipowi IV Habsburgowi, który sprawował władzę również w Portugalii. W dziele Manuela de Veiga Tagarro można zauważyć wpływy poezji Luísa de Camõesa i twórczości Lopego de Vega. Poemat ukazał się po raz pierwszy w Evorze w 1627 roku. Został przedrukowany w Lizbonie w 1788 roku.